# Nuoto ai campionati europei di nuoto 2020 - Staffetta 4x100 metri misti femminile
La staffetta 4x100 metri misti femminile dei campionati europei di nuoto 2020 si è svolta il 23 maggio 2021 presso la Duna Aréna di Budapest, in Ungheria.

## Podio
| Posizione | Oro | Argento                                                                                                | Bronzo |
| --------- | --- | --- | --- |
| Nazione   | Gran Bretagna | Russia                                                                                                 | Italia |
| Atlete    | Kathleen Dawson Molly Renshaw Laura Stephens Anna Hopkin Cassie Wild* Sarah Vasey* Harriet Jones* Freya Anderson* | Marija Kameneva Yuliya Yefimova Svetlana Čimrova Arina Surkova Anastasia Fesikova* Evgeniia Chikunova* | Margherita Panziera Arianna Castiglioni Elena Di Liddo Federica Pellegrini Silvia Scalia* Martina Carraro* Silvia Di Pietro* |

## Record
Prima della manifestazione il record del mondo (RM), il record europeo (EU) e il record dei campionati (RC) erano i seguenti.
|  | 3'50"40 | Stati Uniti | 28 luglio 2019 Gwangju  |
|  | 3'53"38 | Russia      | 30 luglio 2017 Budapest |
|  | 3'54"22 | Russia      | 9 agosto 2018 Glasgow   |

Durante la manifestazione è stato migliorato il seguente record.
| Data           | Evento | Nazione       | Tempo   | Record |
| -------------- | ------ | ------------- | ------- | ------ |
| 23 maggio 2021 | Finale | Gran Bretagna | 3:54.01 |        |

## Risultati

### Batterie
Le batterie si sono svolte alle 11:08.
| Class | Gruppo | Corsia | Nazione       | Atleti | Tempo   | Note |
| ----- | ------ | ------ | ------------- | --- | ------- | ---- |
| 1     | 1      | 3      | Paesi Bassi   | Kira Toussaint (59"51) Tes Schouten (1'07"84) Maaike de Waard (58"25) Femke Heemskerk (53"07)                     | 3'58"67 | Q    |
| 2     | 2      | 6      | Russia        | Anastasia Fesikova (1'00"25) Evgeniia Chikunova (1'06"84) Svetlana Čimrova (56"98) Arina Surkova (54"71)          | 3'58"78 | Q    |
| 3     | 2      | 4      | Svezia        | Hanna Rosvall (1'02"70) Sophie Hansson (1'06"21) Louise Hansson (56"71) Michelle Coleman (53"74)                  | 3'59"36 | Q    |
| 4     | 2      | 5      | Italia        | Silvia Scalia (1'01"65) Martina Carraro (1'06"30) Elena Di Liddo (58"05) Silvia Di Pietro (54"26)                 | 4'00"26 | Q    |
| 5     | 3      | 5      | Gran Bretagna | Cassie Wild (1'00"47) Sarah Vasey (1'06"98) Harriet Jones (58"47) Freya Anderson (54"47)                          | 4'00"39 | Q    |
| 6     | 1      | 4      | Finlandia     | Mimosa Jallow (1'00"41) Ida Hulkko (1'06"38) Laura Lahtinen (1'00"30) Fanny Teijonsalo (54"57)                    | 4'01"66 | Q    |
| 7     | 3      | 7      | Bielorussia   | Anastasija Škurdaj (1'00"14) Alina Zmushka (1'07"15) Anastasiya Kuliashova (58"67) Nastassia Karakouskaya (55"96) | 4'01"92 | Q    |
| 8     | 3      | 0      | Danimarca     | Karoline Sørensen (1'02"29) Clara Rybak-Andersen (1'08"24) Emilie Beckmann (57"52) Signe Bro (53"92)              | 4'01"97 | Q    |
| 9     | 3      | 2      | Spagna        | África Zamorano (1'01"48) Jessica Vall (1'07"12) Aina Hierro (59"79) Lidón Muñoz (53"99)                          | 4'02"38 |      |
| 10    | 3      | 8      | Francia       | Mathilde Cini (1'01"27) Justine Delmas (1'08"22) Marie Wattel (58"20) Assia Touati (54"74)                        | 4'02"43 |      |
| 11    | 2      | 1      | Irlanda       | Danielle Hill (1'01"07) Mona McSharry (1'06"44) Ellen Walshe (59"72) Victoria Catterson (55"70)                   | 4'02"93 |      |
| 12    | 3      | 9      | Svizzera      | Nina Kost (1'00"85) Lisa Mamié (1'08"14) Maria Ugolkova (58"76) Noémi Girardet (55"56)                            | 4'03"31 |      |
| 13    | 3      | 6      | Turchia       | Ekaterina Avramova (1'01"25) Viktoriya Zeynep Güneş (1'07"38) Nida Eliz Üstündağ (1'00"62) Selen Özbilen (54"76)  | 4'04"01 |      |
| 14    | 2      | 2      | Ungheria      | Réka Nyirádi (1'02"80) Petra Halmai (1'07"56) Dalma Sebestyén (59"19) Fanni Gyurinovics (54"59)                   | 4'04"14 |      |
| 15    | 3      | 1      | Rep. Ceca     | Simona Kubová (1'01"00) Kristýna Horská (1'09"31) Barbora Janíčková (1'00"37) Barbora Seemanová (53"64)           | 4'04"32 |      |
| 16    | 3      | 3      | Slovacchia    | Emma Marušáková (1'04"20) Andrea Podmaníková (1'08"37) Tamara Potocká (1'00"04) Teresa Ivanová (55"77)            | 4'08"38 |      |
| 17    | 2      | 8      | Belgio        | Jade Smits (1'02"78) Josephine Dumont (1'09"50) Kimberly Buys (59"01) Lana Ravelingien (57"21)                    | 4'08"50 |      |
| 18    | 3      | 4      | Slovenia      | Janja Šegel (1'03"44) Tjaša Vozel (1'09"80) Katja Fain (1'01"61) Neža Klančar (54"93)                             | 4'09"78 |      |
| 19    | 2      | 3      | Lettonia      | Arina Baikova (1'03"11) Arina Sisojeva (1'10"07) Ieva Maļuka (1'02"23) Gabriela Ņikitina (56"16)                  | 4'11"57 |      |
| 20    | 1      | 5      | Austria       | Caroline Pilhatsch (1'03"05) Cornelia Pammer (1'12"56) Lena Kreundl (1'00"48) Lena Opatril (56"83)                | 4'12"92 |      |
| dq    | 2      | 7      | Grecia        | Ioanna Sacha (1'02"73) Maria Drasidou Anna Ntountounaki Theodora Drakou                                           | dq      |      |
| dq    | 2      | 0      | Polonia       | Paulina Peda (1'00"66) Dominika Sztandera (1'08"17) Klaudia Naziębło (59"61) Katarzyna Wasick                     | dq      |      |

### Finale
La finale si è svolta alle ore 19:21.
| Class   | Corsia | Nazione       | Atleti | Tempo   | Note |
| ------- | ------ | ------------- | --- | ------- | ---- |
| Oro     | 2      | Gran Bretagna | Kathleen Dawson (58"08) Molly Renshaw (1'05"72) Laura Stephens (57"55) Anna Hopkin (52"66)                      | 3'54"01 |      |
| Argento | 5      | Russia        | Marija Kameneva (59"47) Yuliya Yefimova (1'05"77) Svetlana Čimrova (56"78) Arina Surkova (54"23)                | 3'56"25 |      |
| Bronzo  | 6      | Italia        | Margherita Panziera (59"71) Arianna Castiglioni (1'05"66) Elena Di Liddo (57"27) Federica Pellegrini (53"66)    | 3'56"30 |      |
| 4       | 3      | Svezia        | Michelle Coleman (1'00"00) Sophie Hansson (1'05"45) Louise Hansson (56"79) Sara Junevik (54"30)                 | 3'56"54 |      |
| 5       | 4      | Paesi Bassi   | Kira Toussaint (59"76) Tes Schouten (1'07"93) Maaike de Waard (57"53) Femke Heemskerk (52"19)                   | 3'57"41 |      |
| 6       | 1      | Bielorussia   | Anastasija Škurdaj (59"53) Alina Zmushka (1'06"64) Anastasiya Kuliashova (58"30) Nastassia Karakouskaya (55"90) | 4'00"37 |      |
| 7       | 7      | Finlandia     | Mimosa Jallow (1'00"47) Ida Hulkko (1'06"67) Laura Lahtinen (1'00"60) Fanny Teijonsalo (54"22)                  | 4'01"96 |      |
| dq      | 8      | Danimarca     | Karoline Sørensen (1'02"04) Clara Rybak-Andersen (1'07"92) Emilie Beckmann Signe Bro                            | dq      |      |